# Bassozetus
Bassozetus is een geslacht van straalvinnige vissen uit de familie van naaldvissen (Ophidiidae). Het geslacht is voor het eerst wetenschappelijk beschreven in 1883 door Gill.

## Soorten
- Bassozetus compressus (Günther, 1878).
- Bassozetus elongatus Smith & Radcliffe, 1913.
- Bassozetus galatheae (Nielsen, 1977).
- Bassozetus glutinosus (Alcock, 1890).
- Bassozetus levistomatus Machida, 1989.
- Bassozetus multispinis Shcherbachev, 1980.
- Bassozetus nasus Garman, 1899.
- Bassozetus normalis Gill, 1883.
- Bassozetus oncerocephalus (Vaillant, 1888).
- Bassozetus robustus Smith & Radcliffe, 1913.
- Bassozetus taenia (Günther, 1887).
- Bassozetus werneri Nielsen & Merrett, 2000.
- Bassozetus zenkevitchi Rass, 1955.